# 迪娜·阿維林娜
迪娜·阿列克謝耶芙娜·阿維林娜（俄语：Дина Алексеевна Аверина，Dina Alekseyevna Averina，1998年8月13日—），俄罗斯女子艺术体操运动员，她的双胞胎姐姐艾莉娜·阿維林娜也是艺术体操运动员。2021年，她在2020年夏季奧林匹克運動會體操比賽代表俄羅斯奧林匹克委員會夺得女子个人全能银牌。

## 外部連結
- 迪娜·阿維林娜的Instagram帳戶